# Witalis
Witalis – imię męskie pochodzenia łacińskiego. Wywodzi się od słowa oznaczającego „życiowy, zdolny do życia” (vitalis) i wyrażało życzenie rodziców, żeby dziecko się dobrze chowało. Patronem imienia jest m.in. św. Witalis, męczennik, zm. ok. 300.
Żeńska forma: Witalia.
Witalis imieniny obchodzi: 
- 11 stycznia, jako wspomnienie św. Witalisa z Gazy[1]
- 9 marca, jako wspomnienie św. Witalisa z Castronuovo[1]
- 28 kwietnia, jako wspomnienie św. Witalisa i Ursycyna[1]
- 20 października, jako wspomnienie św. Witalisa z Salzburga[1][2][3]
- 4 listopada, jako wspomnienie św. Witalisa i Agrykoli[1].

Imię pozostaje imieniem rzadkim. W styczniu 2024 w rejestrze PESEL było 345 mężczyzn o imieniu Witalis nadanym jako imię pierwsze oraz 187 mężczyzn noszące imię Witalis jako imię drugie.

## Witalis w innych językach[7]
- łacina – Vitalis
- angielski – Vital, Vitalis, Vial
- czeski – Živan
- francuski – Vital, Vitalis
- hiszpański – Vidal, Vital
- niemieckl – Vitalis, Vital, Veitel
- rosyjski – Виталий (Witalij)
- słowacki – Vitális, Vitáliš, Živan, Živko
- ukraiński – Віталій (Witalij)
- włoski – Vitale.